# SMS Kaiserin und Königin Maria Theresia
SMS Kaiserin und Königin Maria Theresia, oklopna krstarica u uporabi carske Austro-ugarske ratne mornarice od 1895. do 1917. godine. Njemačko ime broda prevodi se kao "Carica i kraljica Marija Terezija".